# Bulgarien ved sommer-OL 1928
Bulgarien deltager i Sommer-OL 1928. Fem sportsudøvere fra Bulgarien deltog i to sportsgrene under Sommer-OL 1928 i Amsterdam, de vandt ikke nogen medaljer. Blandt deltagerne var Asen Lekarski, Dimitar Vasilev og Dimitar Vasilev.

## Medaljer
| 1928 Amsterdam | Guld | Sølv | Bronze | Total |
| Bulgarien      | 0    | 0    | 0      | 0     |

## Links
- http://www.aafla.org/5va/reports_frmst.htm Arkiveret 4. februar 2012 hos  Wayback Machine